# Roberto Echeverría
Roberto Carlos Echeverría Boutaud (Cunco, 23 de febrero de 1976) es un maratonista chileno. Estableció un mejor tiempo personal de 2:15:37, al ganar el Maratón de Santiago de 2008, lo que le valió un lugar en el equipo chileno para los Juegos Olímpicos.
Echeverría representó a Chile en los Juegos Olímpicos de Verano de 2008 en Beijing, donde compitió en el maratón masculino . Terminó con éxito la carrera en el cuadragésimo noveno lugar por tres segundos por delante del surcoreano Kim Yi-Yong, con un tiempo de 2:23:54.

## Récords personales
- 3000m: 8:07.71 – Santiago, 25 de abril de 2007
- 5000 m: 14:06.4 – Concepción, 12 de mayo de 2007
- 10.000m: 29:28.05 – Valdivia, 8 de febrero de 2014
- Maratón: 2:15:37 – Santiago, 6 de abril de 2008

## Logros
| Representando a Chile | Representando a Chile                            | Representando a Chile    | Representando a Chile | Representando a Chile | Representando a Chile |
| --------------------- | ------------------------------------------------ | ------------------------ | --------------------- | --------------------- | --------------------- |
| 1995                  | Campeonato Sudamericano Juvenil                  | Santiago, Chile          | 6.º                   | 5000 m                | 15:12.19              |
| 1995                  | Campeonatos Panamericanos Juveniles de Atletismo | Santiago, Chile          | 9.º                   | 10 000 m              | 34:02.85              |
| 2003                  | Campeonato Sudamericano de Cross Country         | Asunción, Paraguay       | 4.º                   | 4 km                  | 12:28                 |
| 2003                  | Campeonato Sudamericano de Cross Country         | Asunción, Paraguay       | 3.º                   | 12 km                 | 40:00                 |
| 2006                  | Campeonato Sudamericano de Cross Country         | Mar del Plata, Argentina | 3.º                   | 4 km                  | 11:26                 |
| 2006                  | Campeonato Sudamericano de Cross Country         | Mar del Plata, Argentina | 7.º                   | 12 km                 | 37:15                 |
| 2006                  | Campeonato Mundial de Cross Country              | Fukuoka, Japón           | 84.º                  | 4 km                  | 11:57                 |
| 2006                  | Campeonato Mundial de Cross Country              | Fukuoka, Japón           | 88.º                  | 12 km                 | 38:51                 |
| 2007                  | Campeonato Sudamericano de Cross Country         | Río de Janeiro, Brasil   | 11.º                  | 12 km                 | 40:38                 |
| 2008                  | Campeonato Iberoamericano de Atletismo           | Iquique, Chile           | 8.º                   | 5000 m                | 14:23.16              |
| 2008                  | Santiago                                         | Santiago, Chile          | 1.º                   | Maratón               | 2:15:37               |
| 2008                  | Juegos Olímpicos                                 | Beijing, China           | 49.º                  | Maratón               | 2:23:54               |
| 2009                  | Campeonato Sudamericano de Cross Country         | Concepción, Chile        | 1.º                   | 12 km                 | 37:08                 |
| 2014                  | Campeonato Sudamericano de Maratón               | Santiago, Chile          | 1.º                   | Maratón               | 2:16:58               |
| 2015                  | Santiago                                         | Santiago, Chile          | 1.º                   | Media Maratón         | 1:05:40               |
| 2015                  | Campeonato Sudamericano de Atletismo             | Lima, Perú               | 8.º                   | 10 000m               | 30:36.69              |